# Béldi István
Béldi István heraldikus, a királyi tábla assessora.

## Életpályája
1859-ben alapító tagja volt az Erdélyi Múzeum-Egyesületnek. A Béldi István-féle címergyűjtemény kézirata eredetileg a Magyar Nemzeti Múzeumba került, melynek könyvtárát értékes adományával gyarapította. Családi levéltára Marosvásárhelyt számos értékes forrással szolgált.

## Művei
J. Siebmacher's grosses und allgemeines Wappenbuch. Turul, 5, 1887. 188–190.